# Yasmine Marirhi
Yasmine Marirhi, née le 2 avril 1993, est une tireuse sportive marocaine.

## Carrière
Elle est médaillée d'argent par équipes aux Jeux panarabes de 2011 à Doha.
Elle est médaillée d'argent en trap et en trap mixte aux Jeux africains de 2019 à Rabat.
Aux Championnats d'Afrique de tir 2019 à Tipaza, elle est médaillée de bronze en trap par équipe mixte avec Driss Haffari.
Aux Championnats d'Afrique de tir 2023 au Caire, elle est médaillée d'argent en trap.

## Famille
Elle est la sœur cadette de la tireuse Ibtissam Marirhi.